# Deux garçons pour une fille

Deux garçons pour une fille (2 min 28 s) est une chanson de la chanteuse suisse, Arlette Zola, édité chez Disc AZ en 1967, les paroles sont de Ralph Bernet et la musique de Jack Arel. C'est l'un des premiers clips réalisés par la TSR en 1967. C'est ce titre qui va la propulser en haut du hit-parade des radios francophones. 
La chanson est reprise par April March en 1996 dans son album Chick Habit. 